# Tá Escrito (filme)
Tá Escrito é um filme brasileiro de comédia romântica, dirigido e escrito por Matheus Souza em parceria com Thuany Parente e Mariana Zatz. O longa é uma produção da Globo Filmes em parceria com a Paris Entretenimento e o Globoplay e estreou em 14 de dezembro de 2023 nos cinemas. A trama acompanha uma jovem que recebe um presente mágico que promete tornar realidade qualquer previsão astrológica.
Protagonizado por Larissa Manoela e Victor Lamoglia, o filme representa o retorno da atriz aos cinemas após seis anos afastada das telonas.

## Sinopse
Alice (Larissa Manoela) é uma jovem leonina, formada em Astronomia, mas tudo menos confiante e extrovertida como seu signo sugere. Atrapalhada e cheia de inseguranças, ela sonha em seguir os passos do falecido pai e conquistar uma vaga como professora universitária. Mas nada parece dar certo: além das frustrações na carreira, ela ainda precisa lidar com a mãe controladora, Paula (Karine Teles), o irmão folgado, Inácio (Kevin Vechiatto), e o recente término com Breno (André Luiz Frambach), um aspirante a influencer egocêntrico.
Quando sua melhor amiga (Caroline Dallarosa) lhe indica uma vaga que parece ser a oportunidade perfeita, Alice descobre que, na verdade, o trabalho é em uma agência de astrologia digital, comandada por Pedro (Victor Lamoglia), um jovem tímido que logo se encanta por ela.
Cansada dos "nãos" da vida, Alice chega em casa e encontra seu primeiro "recebido": um livro misterioso, completamente em branco, com uma única instrução — qualquer previsão astrológica escrita ali se tornará realidade. De repente, ela tem nas mãos o poder de transformar sua vida... e a dos outros. Com previsões certeiras, Alice vira um fenômeno nas redes sociais como astróloga influencer. Mas o que parecia ser a chave do sucesso logo se mostra um grande dilema: até onde ela pode — ou deve — interferir no destino das pessoas? Afinal, mexer com os astros pode ter consequências imprevisíveis.

## Elenco
- Larissa Manoela como Alice Bueno
- Victor Lamoglia como Pedro Santiago
- André Luiz Frambach como Breno
- Karine Teles como Paula
- Kevin Vechiatto como Inácio
- Caroline Dallarosa como Marina
- Thuany Parente como Vanessa
- Emira Sophia como Nanda Santiago

## Produção
Sob direção de Matheus Souza (A Última Festa), as gravações se iniciaram em 7 de fevereiro na cidade de São Paulo, com produção da Paris Entretenimento e coprodução da Globo Filmes e Globoplay.
O longa marca a segunda parceria em cena do casal Larissa Manoela e André Luiz Frambach, que já atuaram juntos em Modo Avião (2020). Também representa a quinta colaboração entre Victor Lamoglia e o diretor Matheus Souza, que trabalharam juntos em Ana e Vitória (2018), Me Sinto Bem Com Você (2021), Eduardo e Mônica (2022) e A Última Festa (2023).
As filmagens foram encerradas em 28 de março. O filme, dirigido por Matheus Souza, tem estreia prevista nos cinemas ainda no segundo semestre de 2023.